# Judalana lutea
Genre
Espèce
Judalana lutea, unique représentant du genre Judalana, est une espèce d'araignées aranéomorphes de la famille des Salticidae.

## Distribution
Cette espèce est endémique du Queensland en Australie.

## Description
Le mâle holotype mesure 3,20 mm et la femelle paratype 4,14 mm. Cette araignée est myrmécomorphe.

## Publication originale
- Rix, 1999 : A new genus and species of ant-mimicking jumping spider (Arameae: Salticidae) from southeast Queensland, with notes on its biology. Memoirs of the Queensland Museum, vol. 43, p. 827-832 (texte intégral).